# Technip Energies
Technip Energies N.V. mit rechtlichen Sitz in Amsterdam und Hauptverwaltung Paris ist ein börsennotierter Anlagenbau-Konzern im Energiebereich. Das Unternehmen ist im Februar 2021 durch Abspaltung (spin off) vom TechnipFMC-Konzern entstanden.

## Hintergrund
TechnipFMC entstand 2017 aus der Fusion der französischen Technip-Gruppe, die im Anlagenbau und dem Verlegen von Unterwasser-Pipelines tätig war, mit dem in der Ölexploration tätigen US-amerikanischen FMC Technologies. Der Konzern zählte 2018 zu den 10 größten EPC-Kontraktoren der Welt; die geplante Integration der beiden Konzerne erwies sich aber als schwierig und eine erneute Aufspaltung wurde im August 2019 beschlossen.
Im Februar 2021 erfolgte dann die Abspaltung von Technip Energies. Die verbleibende TechnipFMC hält fortan im Essenziellen die Aktiva der alten FMC Technologies und die in den USA angesiedelten Unterwasseraktivitäten der alten Technip. Das neue Unternehmen Technip Energies hält das überwiegend französische Geschäft in Ingenieursdienstleistungen und den Anlagenbau und soll sich insbesondere auf LNG, grünen Wasserstoff und CO2-Management konzentrieren.